# 不列颠哥伦比亚省政府
不列颠哥伦比亚省政府是加拿大不列颠哥伦比亚省的省级政府。广义上由省立法机关、省行政机关和省司法机关组成；狭义上特指省行政机关。

## 立法机关
不列顛哥倫比亞省議會是不列顛哥倫比亞省的立法机关，负责加拿大宪法和其他法律规定的属于本省管辖范围内的立法工作，监督本省行政机关等事务。

## 行政机关

### 省行政会议（内阁）
省行政会议（内阁）由省长、省行政机关各组成部门主管（各厅厅长）及其他必要人员组成。内阁成员由省长向省督建议，由省督任命；内阁成员通常为省议会议员。
本届省行政会议现时组成人员共23人。

### 省行政机关的组成部门
现时省行政机关的组成部门共有20个。
- 不列颠哥伦比亚省高等教育、技能和训练厅
- 不列颠哥伦比亚省农业厅
- 不列颠哥伦比亚省律政厅
- 不列颠哥伦比亚省儿童和家庭发展厅（英语：Ministry_of_Children_and_Family_Development_(British_Columbia)）
- 不列颠哥伦比亚省教育厅
- 不列颠哥伦比亚省能源、矿业和石油资源厅
- 不列颠哥伦比亚省环境和气候变化对策厅（英语：British_Columbia_Ministry_of_Environment_and_Climate_Change_Strategy）
- 不列颠哥伦比亚省财政厅
- 不列颠哥伦比亚省林业、土地、自然资源管理和农村发展厅
- 不列颠哥伦比亚省卫生厅（英语：Ministry_of_Health_(British_Columbia)）
- 不列颠哥伦比亚省原住民关系及和解厅
- 不列颠哥伦比亚省就业、经济发展和竞争力厅
- 不列颠哥伦比亚省劳工厅
- 不列颠哥伦比亚省心理健康厅
- 不列颠哥伦比亚省市政事务和住房厅
- 不列颠哥伦比亚省公共安全及法務厅
- 不列颠哥伦比亚省社会发展和缓解贫困厅
- 不列颠哥伦比亚省旅游、艺术和文化厅
- 不列颠哥伦比亚省交通和基础设施厅（英语：British_Columbia_Ministry_of_Transportation_and_Infrastructure）

### 省属局和委员会
独立或半独立运作的省属局和委员会。
- 不列颠哥伦比亚省省长办公室
- 不列颠哥伦比亚省省国库
- 不列颠哥伦比亚省省国库委员会工作会
- 不列颠哥伦比亚省合规和执法合作会议
- 不列颠哥伦比亚省皇家机构和董事会资源办公室
- 不列颠哥伦比亚省政府沟通和公众参与办公室
- 不列颠哥伦比亚省政府事务关系秘书处
  - 法语事务项目
- 不列颠哥伦比亚省首席信息官办公室
- 不列颠哥伦比亚省总审计长办公室
- 不列颠哥伦比亚省房地产监督办公室
- 不列颠哥伦比亚省公共部门雇主理事会秘书处
- 不列颠哥伦比亚省公共服务局
- 不列颠哥伦比亚省企业信息和档案管理办公室

## 司法机关
不列颠哥伦比亚省的最高法院为不列颠哥伦比亚省最高法院，省上诉法院为不列颠哥伦比亚省上诉法院。